# Giovanni Ambrogio Migliavacca

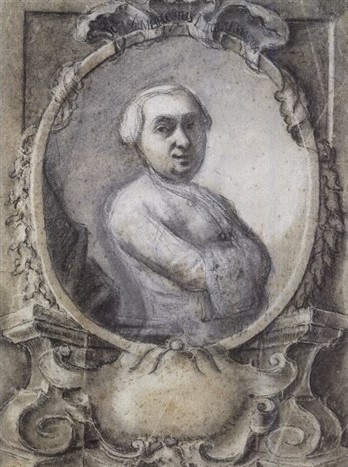
Giovanni Ambrogio Migliavacca (circa 1750)

Giovanni Ambrogio Migliavacca (auch Giannambrogio Migliavacca; * um 1718 in Mailand; † etwa 1795) war Librettist von Barockopern in der Tradition Pietro Metastasios, des neben bzw. zeitlich nach Apostolo Zeno weitverbreitetsten und einflussreichsten Verfassers von Textvorlagen für Barockopern.

## Leben
Er wurde um 1718 in Mailand als Sohn reicher Eltern geboren. Direkte Quellen zu Geburt und Kindheit sind bislang nicht eruiert worden und man kann seinen Lebenslauf und sein Werk lediglich aus indirekten Quellen, Sekundärliteratur und den gedruckten Büchern nachvollziehen. 1736 gibt er eine Sammlung von Gedichten, die General de Noailles preisen, in Mailand heraus und wird Mitglied der renommierten Mailänder Filodossi-Akademie. Daneben war er um diese Zeit auch im diplomatischen Dienst tätig, so insbesondere bei Kurfürst Karl Albrecht von Bayern (1697–1745) aus dem Hause Wittelsbach, der von 1742 bis 1745 auch Kaiser des Heiligen Römischen Reiches Deutscher Nation war. Nach dessen Tod 1745 endete seine diplomatische Karriere.
So besann er sich möglicherweise wieder auf seine literarischen Fähigkeiten und wurde 1748 Sekretär von Pietro Metastasio, Kaiserlicher Hofpoet in Wien und wohl der einflussreichste Librettist von Barockopern. Neben Begegnungen mit Persönlichkeiten des öffentlichen Lebens kam er hier auch mit der Altistin Vittoria Tesi in Kontakt, mit der ihm eine langjährige Freundschaft verband. Außerdem pflegte er den Kontakt zur Tochter Karl Albrechts von Bayern, Maria Antonia von Wittelsbach, die Prinz Christian Friedrich von Sachsen geheiratet hatte, aber vor allem auch musisch und künstlerisch interessiert. Nach Metastasio soll sie auch gern gesungen haben und sogar ein Stück von Migliavacca (Giove fulminatore dei Giganti, verloren) in Noten gesetzt haben.
Nachweisbar jedoch debütierte er als Librettist mit Armida Placata (Die besänftigte Armida), einer Textvorlage, die zunächst von Giovanni Battista Mele zur Hochzeit der Tochter Philipp V. von Spanien, Maria Antonia, mit Piémont Amédée III aus dem Haus Savoyen vertont und am 12. April 1750 am Spanischen Königshof (Teatro de Buen Retiro) zur Aufführung gelangte. Die Beauftragung des Librettos hatte Metastasio vermittelt, der ja seit längerem mit dem berühmten Farinelli in Kontakt stand und der wiederum in Madrid die Verantwortung für die gesamte höfische Musik hatte. Für das Libretto hatte Migliavacca offensichtlich eine unerwartet hohe Summe erhalten. Dasselbe Libretto wurde im selben Jahr 1750 auch als Geburtstagsoper für Kaiserin Elisabeth Christina in Wien zur Aufführung gebracht als Pasticcio mit Arien von Johann Adolph Hasse, Girolamo Abos, Giuseppe Bonno, Luca Antonio Predieri und Georg Christoph Wagenseil.
Auf Empfehlung Metastasios wurde Migliavacca 1752 Hofdichter und Legionsrat am Hof des sächsischen Kurfürsten und Königs von Polen, August. Er trat dort die Nachfolge Claudio Pasquinis an, der 1749 pensioniert worden war und sich auf sein Altenteil nach Siena zurückgezogen hatte. Als Gehalt wurden ihm 600 Taler zugestanden.
Gleich die erste Oper, die Migliavacca für Dresden schrieb, war ein Fest der Superlative, das danach nie wieder erreicht wurde. Die Produktion des Solimano, nach einem Libretto von Migliavacca und vertont von Johann Adolph Hasse, wurde am 5. Februar 1753 im Dresdner Zwinger uraufgeführt und kostete 80.000 Taler. Ihre Realisierung verlangte den Einsatz von Hunderten von Leuten. Beim Einzug des Sultans waren 400 Mann allein auf der Bühne – allein diese einzukleiden kostet schon einiges. Darüber hinaus waren echte Tiere dabei, von Dromedaren und Kamelen bis hin zu einem Elefanten. Hinzu kam eine opulente Bühnendekoration, mit der Galli-Bibiena glänzen wollte. Und so war denn auch das Echo durchweg positiv, ja begeistert, und Migliavacca nahm von seinem ursprünglichen Plan, sich vielleicht doch in den Dienst des Königs von Portugal zu begeben, Abstand. Gleichzeitig blieb sein erstes Libretto, Solimano, das mit Abstand erfolgreichste, denn nach der Uraufführung in der Vertonung von Hasse wurde das Stück noch 19 Mal von anderen Komponisten aufgegriffen und an anderen Orten aufgeführt.
Die zweite Oper für Dresden, Artemisia, musste hinter einer solch glanzvollen Premiere natürlich zurückbleiben. Weder in den lokalen Zeitungen, noch in Abhandlungen zur Geschichte der Oper in Dresden wurden Uraufführung in Dresden oder ihre Wiederaufnahme im kommenden Jahr mehr als nur am Rande und der Vollständigkeit halber erwähnt, ganz im Gegensatz zu Solimano.
Was nun passierte, ist bislang noch unklar. Es ist aber durchaus möglich, dass Migliavacca nach der Besetzung Sachsens durch die Preußen im Zuge des Siebenjährigen Krieges 1756 zusammen mit dem Ehepaar Hasse aus Dresden flüchtete und mit ihnen zusammen nach Wien ging. Jedenfalls sind beide, Hasse und Migliavacca, in die Feierlichkeiten der Hochzeit Erzherzog Josephs, später Kaiser Joseph II. von Österreich mit Isabella von Bourbon-Parma involviert, die vom 8. bis 10. Oktober 1760 über die Bühne gingen. Während Hasse für den ersten Abend Metastasios Libretto Alcide al bivio vertonte, schrieb Migliavacca die Textvorlage für die „Serenata“ genannte Festoper Tetide (Tethys), die von Christoph Willibald Gluck vertont wurde. Die ebenfalls festlich ausgestattete Oper wurde auf Befehl der Kaiserin zu ihrem Namenstage wiederholt.
Nach den Feierlichkeiten in Wien soll er nach Mailand zurückgegangen sein, offenbar bis 1765. Ab wann genau er dann wieder in Dresden seine Arbeit als Hofdichter aufnahm, ist bislang nicht zu eruieren. Auf jeden Fall sind zwei Stücke aus 1785 und 1787 zu eruieren, in deren beiden er weiterhin als Hofdichter und Legationsrat angesprochen wird: 1785 ein Oratorium unter dem Titel Il ritorno del figliuol prodigo (Die Rückkehr des verlornen Sohns) und für 1787 die Fiesta Teatrale La regio d'Imeneo (Die Burg Hymens) zur Hochzeit von Prinz Anton Clemens von Sachsen mit der Erzherzogin Maria Theresia von Österreich. Beide sind vertont worden vom damaligen Hofkomponisten Johann Gottlieb Naumann. Bis Ende 1795 bezieht er weiter sein Gehalt als Hofpoet, danach weder Gehalt, noch Pension, was damit erklärt wurde, dass er in diesem Jahr gestorben sei.

## Metastasio über Migliavacca
Nach Charles Burney sei Migliavaccas Lehrer Metastasio des Lobes voll gewesen über seinen Schüler, als er ihn, Burney, empfangen habe. Er habe ihn als „Mann von grossem Genie und sehr grosser Wissenschaft“ bezeichnet. Gleichzeitig aber wies er auf seine anankastischen Züge hin, die ihn daran hinderten mehr und besseres zu schreiben: „denn er hätte solche Begriffe von der Vollkommenheit, die weder er, noch vielleicht jemand sonst, befriedigen könnte“. Nur aus diesem Grunde habe er auch „nur wenig geschrieben“, ergo also „hat er nur wenig Uebung gehabt, und Uebung macht bey dem Menschen alles, sogar seine Tugenden.“
Dass Metastasio keine allzu hohe Meinung von seinem Schüler hatte schillert auch in einem Brief an Farinelli vom 17. August 1748 durch, also zwei Jahre, bevor er ihm den Auftrag das Libretto für Armida placata zu verfassen: „il nostro Migliavacca è capace di fare una Leila canzone, una cantata, un sonetto, e cose in somma che non esigono maestria di condotta, maneggio di passioni, espressione di caratteri; ma per un'azione teatrale, in questa occasione l'ho esperimentato più immaturo di quello che 1' età sua, eh' è di là dai 3o anni, e i suoi piccioli e vaghi componimenti mi aveano fatto sperare“ (also Migliavacca könne zwar wunderbare eine Kantate oder Canzone verfassen, aber mitnichten größere Werke fürs Theater, die es nötig machten mit den menschlichen Leidenschaften und Emozionen zu hantieren.)
Metastasio schrieb auch als Migliavacca noch in Dresden weilte an diesen, insbesondere auch über seine zwei größten dort verfassten Opern, Solimano und Artemisia. Während er die erste teils lobte und teils kritisierte (Brief vom 13. Januar 1753), war er über das Libretto zu Artemisia voll des Lobes, auch wenn die Passionen immer noch nicht mit seinen eigenen hohen Standards mithalten könnten (Brief vom 16. Februar 1754). Interessanterweise war das Echo in Dresden und der Musikwelt ganz anders: Solimano wurde gefeiert als ein Fest der Superlative und wurde, etwas verändert, mindestens achtmal von anderen Komponisten vertont. Artemisia hingegen stieß weder bei der Premiere, noch bei der Wiederaufnahme ein Jahr später, auf nennenswertes Echo und auch die Kritiker und Musikhistoriker später haben wenig über sie zu sagen.
Überhaupt sei sein Umgang mit anderen dadurch erschwert gewesen, dass er nur schwer auf sie eingehen könne, rücksichtslos sei und nur eine geringe Urteilsgabe mitbrachte.
In demselben Brief von 1749 an seine Gönnerin Prinzessin Anna Francesca Pignatelli di Belmonte berichtet Metastasio auch von einem gewaltigen Streit zwischen Magliavacci und dem Star der Sänger – Caffarelli. Von Anbeginn seien der Textdichter, der gleichzeitig auch für die Bühneneinrichtung verantwortlich gemacht worden war, und der Sänger aneinandergeraten, „ob wegen Rivalität bezüglich ihrer Talente oder ihrer Schönheit“, könne er, Metastasio, nicht sagen, da er leider nicht selbst dabei gewesen sei. Jedenfalls habe Magliavacca eine Probe angeordnet, bei der alle, mit Ausnahme Caffarellis, erschienen seien, der lediglich am Ende der Probe die versammelte Mannschaft mit seiner Ankunft beehrt habe. Auf seine vorlaute Frage, was denn der Sinn einer solchen Probe sein solle, erwiderte der Textdichter, er habe sich nicht vor einem Sänger zu rechtfertigen. Er, Cafarelli, solle lieber froh sein, dass sein Fehlen auf der Probe einfach so hingenommen werde, und er solle lieber die anderen machen lassen. Woran sich Cafarelli in der Folge aber hochzog, war Magliavaccas Einschub, dass, ob er, der Sängerstar, anwesend sei oder mit Abwesenheit glänze, keinerlei Einfluss auf den Erfolg der Oper haben werde. Jedenfalls habe Cafarelli den Dichter freundlich unterbrochen und ihn darauf hingewiesen, dass, wer eine solche Probe anberaume, nichts weiter als „pathetischer Geck“ sei. Migliavacca, offenbar als Dichter bestens vorbereitet, ließ sich nicht lumpen und zahlte mit gleicher Münze zurück, wobei er wohl besonders auf Caffarellis Kastratentum Bezug genommen und ihn mit allen Schimpfnamen belegt habe, die er [und Kastraten generell] überall in Europa zu hören bekommen haben. Dadurch wiederum wurde Cafarelli nur noch mehr aufgebracht und forderte den Beleidiger zum Duell. Egal ob er, wie Metastasio nahelegt, vermutet hatte, der Poet würde als Anhänger der Musen den Schwanz einziehen, oder nicht – die beiden kreuzten die Klingen und wäre nicht die oben schon erwähnte, später langjährige Freundin Migliavaccas, Vittoria Tesi dazwischengegangen, wäre möglicherweise am Ende des Abends „Dichter-“ und/oder „Sängerblut“ geflossen. Doch ob der Sängerin „Sanftmut, dieser flehentlichen Gebärde“ warf „Caffariello seinen Degen der Sängerin zu Füßen“. Das komödiantische Potenzial des ganzen soll schnell erkannt worden und bereits zur Zeit der Abfassung des Briefes eine entsprechende Posse auf der Bühne aufgeführt worden sein, von der Metastasio der Prinzessin auch noch das Textbuch besorgen zu können hoffe.

## Werke / Libretti
- Armida Placata (Die besänftigte Armida) [EA: 12. April 1750 Madrid, vertont von Giovanni Battista Mele; erneut 1750 Wien als Pasticcio, mit Musik u. a. von Georg Christoph Wagenseil, Johann Adolph Hasse, Luca Antonio Predieri und Giuseppe / Joseph Bonno], [Neuvertonung 1778 durch Myslivicek]
- Solimano [UA: 5. Februar 1753 in Dresden, vertont von Johann Adolph Hasse → Solimano (Hasse)], weitere Vertonungen: Fischietti, 1755; M. Valentini, 1756; Pescetti, 1756; D. Perez, 1757 (→ Solimano (Perez)); Errichelli, 1757; A. Ferradini, 1757; Traetta, 1759; B. Galuppi, 1760; Schwanenberger, 1762; Sciroli, 1766; J. G. Naumann, 1773; Astarita, 1777; Curcio, 1782
- Artemisia [6. Februar 1754 in Dresden, vertont von Johann Adolph Hasse], [Neuvertonung G. Calegari, 1782] (Erstausgabe des Librettos 1755)
- Tetide, serenata da cantarsi per le felicissime nozze delle LL. AA. RR. l’arciduca Giuseppe d’Austria e la principessa Isabella di Borbone. In Vienna l’anno. 1760. Gehlen, Wien 1760 [vertont von Christoph Willibald Gluck]
- Armida, azione teatrale (Librettovorlage von Giacomo Dubrazzo, basierend auf Quinaults Armide, in Verse gebracht durch Ambrogio Migliavacca)[3. Januar 1761 Wien, Burgtheater; 1763 Neapel; 1767 Venedig; vertont durch Tommaso Traetta]
- Prometeo Assoluto: Serenata Da Cantarsi Per Il Felicissimo Parto Di S. A. R. L’ Arciduchessa Isabella Per Comando Degli Augustisimi Regnanti. Wien: Gehlen, 1762 [vertont von Georg Christoph Wagenseil]
- Arianna. Gehlen, Wien 1762
- Acide e Galatea (festa teatrale) [nach Metastasio, La Galatea, vertont durch Joseph Haydn: Hob. XXVII:1; 1. Fassung (1762; UA 11. Januar 1763 Eisenstadt); 2. Fassung (1773/74; UA 25. Sept. 1774 Esterház)]
- Il ritorno del figliuol prodigo / Die Rückkehr des verlornen Sohns. Hofbuchdruckerei, Dresden 1785 [vertont von Johann Gottlieb Naumann, offensichtlich wiederaufgeführt 1800]
- La regio d’Imeneo / Die Burg Hymens: Ein theatralisches Fest. Auf die höchstbeglückte Vermählung des Durchlauchtigsten Prinzen Anton von Sachsen mit der Durchlauchtigsten Erzherzoginn Maria Theresia von Österreich. Hofbuchdruckerei, Dresden 1787 [vertont von Johann Gottlieb Naumann]

Quelle: